# Axel Axelson
Pour les articles homonymes, voir Axelson.
Carl Axel Hampus Axelson, né le 24 octobre 1854 à Stockholm et mort le 10 avril 1892 à Lund, est un peintre suédois de paysages, d'architecture et d'intérieur. 

## Biographie
Axel Axelson naît le 24 octobre 1854 à Stockholm.

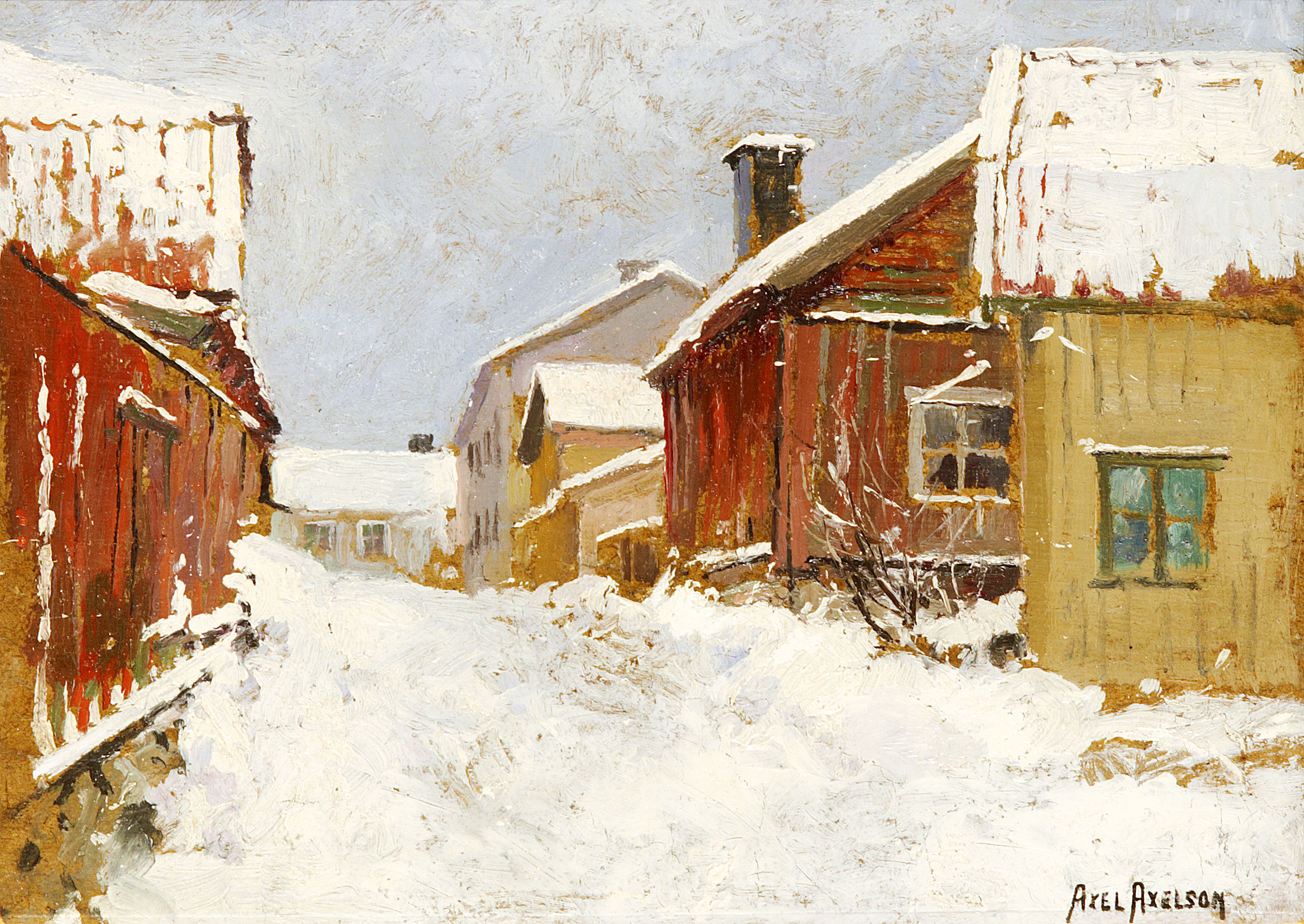
Fiskaregränd (Fischergasse à Södermalm), Huile sur carton.

Fils de l'architecte Johan Erik Axelson et de son épouse Johanna Sofia Petersson, il fréquente l'Académie royale des arts de Suède de 1872 à 1876. Il entreprend ensuite  des voyages d'études à Düsseldorf, Munich, Paris, en Italie (Venise et Rome) et en Espagne. En 1886, il se rend en Afrique du Nord (Tunis et Maroc). Dans le cadre de son voyage à Düsseldorf, il visite des régions du Rhin.
Il saisit à l'aquarelle les impressions des paysages, des villages, des villes et des églises. Parmi ses meilleures œuvres, on trouve des représentations de déserts avec des figures isolées.
Alors qu'il est sur le point d'entreprendre un autre voyage à l'étranger, une maladie mentale survient. Peu après, il meurt à l'hôpital de Lund.